# 松田康博
松田康博（1965年11月—），日本政治學家，慶應義塾大學法學博士。出生於北海道，曾任防衛省（及其前身防衛廳）防衛研究所主任研究官，現任東京大學教授。研究領域為亞洲政治外交史、東亞國際政治研究、海峽兩岸關係以及日本外交安保政策。

## 履歷

### 學歷
- 1988年	畢業於麗澤大學外國語學部中國語學科
- 1990年	於東京外國語大學大學院地域研究研究科取得碩士學位
- 1997年	慶應義塾大學大學院法學研究科政治學専攻博士課程單位取得退學
- 2003年	法學博士（慶應義塾大學）

### 研究經歷
- 1992年	防衛廳防衛研究所　助理
- 1994年	日本駐香港總領事館　専門調査員
- 1999年	防衛廳防衛研究所　主任研究官
- 2007年	防衛省防衛研究所　主任研究官
- 2008年	東京大學東洋文化研究所　副教授
- 2011年 東京大學東洋文化研究所　教授（12月起）
- 2012年 東京大學大學院情報學環　教授（兼任東洋文化研究所教授）
- 2015年 東京大學東洋文化研究所　教授

## 獲獎與榮譽
- 2007年，以『台湾における一党独裁体制の成立』一書獲得日本貿易振興機構亞洲經濟研究所2007年度的「開發中國家研究獎勵賞」，以及樫山獎學財團第2屆「樫山純三賞」。[1][2]
- 2011年，獲得第7屆「中曾根康弘賞優秀賞」。[3]

## 作品節選[4]

### 單著
- 『台湾における一党独裁体制の成立』（慶應義塾大学出版会、2006年）（中文翻譯版：松田康博著，黃偉修譯，『台灣一黨獨裁體制的建立』［台北：政大出版社、2019年11月］）。

### 共著
- （川島真・清水麗・楊永明）『日台關係史：1945-2008』（東京：東京大学出版会，2009年）
- （川島真・清水麗・楊永明）『日台関係史――1945-2020　増補版』（東京大学出版会，2020年）（中文翻譯版：川島真、清水麗、楊永明、松田康博著，高村繁、黃偉修譯，黃偉修監譯，『台日關係史（1945-2020）』［台北：國立台灣大學出版中心，2021年3月］）。

### 編著
- 『NSC　国家安全保障会議：主要国の危機管理・安保政策統合メカニズム』（東京：彩流社，2009年）

### 共編著
- Satu P. Limaye and Yasuhiro Matsuda eds., Domestic Determinants and Security Policy-Making in East Asia (The National Institute for Defense Studies and Asia-Pacific Center for Security Studies, Honolulu, 2002).
- （家近亮子・唐亮）『5分野から読み解く現代中国：歴史・政治・経済・社会・外交』（京都：晃洋書房，2005年／改訂版，2009年）
- （家近亮子・段瑞聡）『岐路に立つ日中関係：過去との対話・未来への模索』（京都：晃洋書房，2007年／改定版，2012年）
- （清水麗）『現代台湾の政治経済と中台関係』（晃洋書房、2018年3月）

### 翻譯
- エズラ・ヴォーゲル（傅高義）・中嶋嶺雄監訳『中国の実験：改革下の広東』（東京：日本経済新聞社、1991年6月）、第13章
- 吳乃德「台湾における権威主義的政治体制の強化」、大橋英夫・劉進慶・若林正丈編『激動の中の台湾：その変容と転成』（東京：田畑書店、1992年）
- 陳明通・若林正丈監訳『台湾現代政治と派閥主義』（東京：東洋経済新報社、1998年）、序章第1節、第2章、第3章第2節、第3節。

## 其他
被遲到事件
2019年9月6日，高雄市長韓國瑜在同年9月6日和日本東京大學兩岸關係研究小組學者會面、進行學術交流，行程原定11點20分，韓國瑜一行人和日本學者們卻在11點36分才現身。因此，在會議要閉門前，韓國瑜對記者表示：「今天我沒遲到，我等日本人25分鐘」。
2019年9月6日下午2點48分，松田康博在個人facebook以繁體中文貼文澄清：「我們早就收到韓市長陣營的聯絡：會面的地點是鳳山行政中心，時間是11:00。昨天收到的聯絡是11:20開始，地點一樣是鳳山。今天我們準時到了鳳山附近的捷運站時，才收到電話說 ：『抱歉，地點是換成四維行政中心』。我們趕忙搭計程車跑到四維行政中心。會面時韓市長早已知道聯絡出問題，連忙說『抱歉 我們聯絡不順暢』。」，並在貼文內表示：「韓市長竟然在會面後的訪問時向媒體說『我等日本人等了25分鐘』『沒關係啊，我們要多多體諒貴賓』『我完全不介意』。我難以理解韓市長以及他的團隊的這樣的作風。特此澄清事實。
該事件引起許多「韓粉」至松田的個人臉書頁面，留下許多批判留言，例如「台灣不歡迎日本人，滾回去」等，也讓許多持不同意見者趕緊至松田的臉書頁面澄清，並且留下「很抱歉」等言論。對於「韓粉」們的批判言論，松田未有回應。

## 外部連結
- 東京大學東洋文化研究所 松田康博研究室 （页面存档备份，存于）（日語）
- 松田康博的Facebook專頁